# Matej Jakopič
Matej Jakopič, slovenski častnik in vojaški vikar, * 13. marec 1972, Celje.
Podpolkovnik Jakopič je vojaški vikar v Slovenski vojski. Leta 2015 je nasledil prvega vikarja, Jožeta Pluta. Pred tem je kot njegov namestnik od leta 2005 skrbel za duhovno oskrbo na mirovnih misijah oz. v kontingentih Slovenske vojske po svetu.

## Vojaška kariera
- redno služenje vojaškega roka v takratni JLA, v vojašnici Šentvid (1990-1991)
- zaposlitev v Slovenski vojski, na delovnem mestu vojaškega kaplana (2001)
- končanje častniške šole za vojaške kaplane v Kanadi, po NATO standardih (2001)
- imenovanje za namestnika vojaškega vikarja (2004)
- končanje usposabljanja za vojaške vikarje (2005)
- skrb za duhovno oskrbo na mirovnih misijah po svetu (2002-2006)
- imenovanje za vojaškega vikarja Slovenske vojske[3] (2015)
- povišanje v vojaškega uslužbenca XV. razreda (najvišji razred vojaških uslužbencev), ki je primerljiv s činom brigadirja.[4] (2025)

## Odlikovanja in priznanja
- bronasta medalja 1. brigade SV
- srebrna medalja 1. brigade SV
- bronasta medalja SV (8. maj 2002)
- bronasta plaketa gardnega bataljona
- priznanje dolgoletno služenje v SV (5 let)
- medalja SV za sodelovanje v mednarodnih operacijah in misijah